# Barford, Norfolk
Barford är en ort och  civil parish i Storbritannien.   Den ligger i grevskapet Norfolk och riksdelen England, i den sydöstra delen av landet, 150 km nordost om huvudstaden London. Antalet invånare är 508. Arean är 4,4 kvadratkilometer.
Terrängen i Barford är mycket platt.